# فخر النساء زيد
الأميرة فخر النساء زيد (1901 - 5 سبتمبر 1991)، فنانة تركية تركزت أعمالها على مزج عناصر الفن الإسلامي والفن البيزنطي من الشرق مع الفن التجريدي وغيره من المؤثرات من الغرب. عملت أيضًا باستخدام وسائل فنية عديدة كالرسم الزيتي والكولاج والزجاج المعشق. تزوجت من العائلة الهاشمية وهي والدة الأمير رعد بن زيد.

## حياتها
ولدت فخر النساء في إسطنبول في تركيا في جزيرة بويوكادا إحدى جزر الأميرات (كانت جزءًا من إسطنبول) عام 1901 لعائلة تركية بارزة. فوالدها محمد شاكر باشا كان دبلوماسيًا برتبة عميد وكان مصورًا ومؤرخًا، وأخوها الوزير جواد تشوبانلي، والدتها السيدة سارة عصمت هانم من كريت. كما أنها شقيقة الكاتب خليقرناس باليقجيسي. تلقت تعليمها في «ليسيه نوتردام دي سيون إسطنبول». وتعدّ من أوائل النساء اللاتي درسن في أكاديمية الفنون الجميلة في إسطنبول.، كما التحقت بأكاديمية رانسون في باريس. زواجها الأول كان من الروائي عزت مليح ديفريم عام 1920. وأنجبت منه الفنان نجاد ديفريم والمخرجة\الممثلة شيرين ديفريم. في أثينا في تشرين الثاني 1933،
أول معرض فني لها كان في إسطنبول عام 1944 وهو أول معرض يعرض لأمرأة واحدة، تلاه عروض في لندن وباريس. كما عرضت أعمالها في نيويورك عام 1950 حيث عرضت عدد من اللوحات التجريدية الكبيرة في معرض هوغو. يشار إلى أنها شاركت في حوالي 50 معرضًا في أوروبا والولايات المتحدة والشرق الأوسط. توفي زوجها عام 1970 ثم انتقلت عام 1975 إلى مدينة عمان في الأردن حيث يعيش ابنها الأمير رعد. وفيها أسست معهد فخر النساء زيد للفنون الجميلة.

## حياتها الخاصة
تزوجت في المرة الأولى من الأديب التركي عزت مليح دفريم، أحد الكتاب المساهمين في جريدة «ثروت فنون» (ثروة الفنون)، وأنجبت:
- فاروق (1921 ـ 1924)
- نجاد دفريم (1923 ـ 1995)
- شيرين دفريم (1926 ـ 2011)

بعد طلاقها وهي في منتصف الثلاثينيات من عمرها، تزوجت للمرة الثانية سنة 1934 في أثينا، بالأمير الهاشمي زيد بن الحسين، أصغر أبناء الشريف حسين بن علي شريف مكة، وكان حينها سفيراً للعراق في أنقرة. وأنجبت منه:
- الأمير رعد بن زيد.

## وفاتها
توفيت في الخامس من أيلول 1991 ودفنت في ضريح ملكي في قصر رغدان في عمان.